# Atac contra el consolat dels Estats Units a Bengasi
L'assalt al consolat nord-americà a Bengasi es va produir l'11 de setembre de 2012 en aquesta ciutat de l'est de Líbia. Els combats van provocar la mort de quatre nord-americans, entre ells la de l'ambaixador nord-americà al país africà, Christopher Stevens, així com la de diversos soldats i funcionaris.

## Desenvolupament
Durant la nit de l'11 de setembre, diversos manifestants, entre els quals hi havia alguns criminals, es van congregar enfront del consolat nord-americà a Bengasi per protestar contra La Innocència dels Musulmans, una pel·lícula considerada anti-islàmica i produïda als EUA que ridiculitzava el profeta Mahoma. Paral·lelament, altres concentracions similars van tenir lloc al Caire, Egipte. El viceministre d'Interior per a l'orient de Líbia, Wanis al Sharf, va rebre l'ordre de no intervenir militarment per evitar l'agreujament de la situació.
En aquest precís moment, hi havia 3 persones a l'interior de l'edifici: l'ambaixador Stevens, el tècnic Sean Smith i un guàrdia de seguretat nord-americana. El guàrdia va aconseguir escapar i va tornar al voltant d'una hora després per socórrer a l'ambaixador, però ja no hi era. En algun moment indeterminat, l'ambaixador Christopher Stevens va sortir de l'edifici i es va desplaçar en un cotxe, possiblement juntament amb dos guardaespatlles, i va poder haver estat atacat durant el seu desplaçament en el vehicle. D'alguna manera, va arribar a l'hospital, potser escortat per diversos libis, es desconeix si viu o ja mort. El metge que ho va examinar a l'hospital va verificar —després de gairebé 90 minuts intentant reanimar-lo— la seva mort a causa d'una asfíxia per inhalació de fum.
Iniciat ja el 12 de setembre, a les 05:00, un comando de forces nord-americanes es va desplaçar des de Trípoli a Bengasi per rescatar als 32 diplomàtics (que es trobaven refugiats en un edifici proper protegit per forces de seguretat libias) i evacuar als morts, però probablement van ser emboscats i potser morissin 2 soldats i entre 12 i 14 resultessin ferits.
Els cossos dels morts van ser transportats a l'aeroport de Bengasi, per després ser traslladats amb avió a Trípoli i després cap a una base aèria nord-americana a Alemanya per finalment ser repatriats als Estats Units.
En el matí del dimecres, el consolat estava completament buit. Les parets estaven carbonitzades i un petit foc cremava a l'interior d'un dels edificis. Un petit grup d'homes va treballar per extingir les flames i tres homes de seguretat van examinar breument l'escena.

## Baixes
Els morts a causa de l'atac van ser:
Morts confirmats

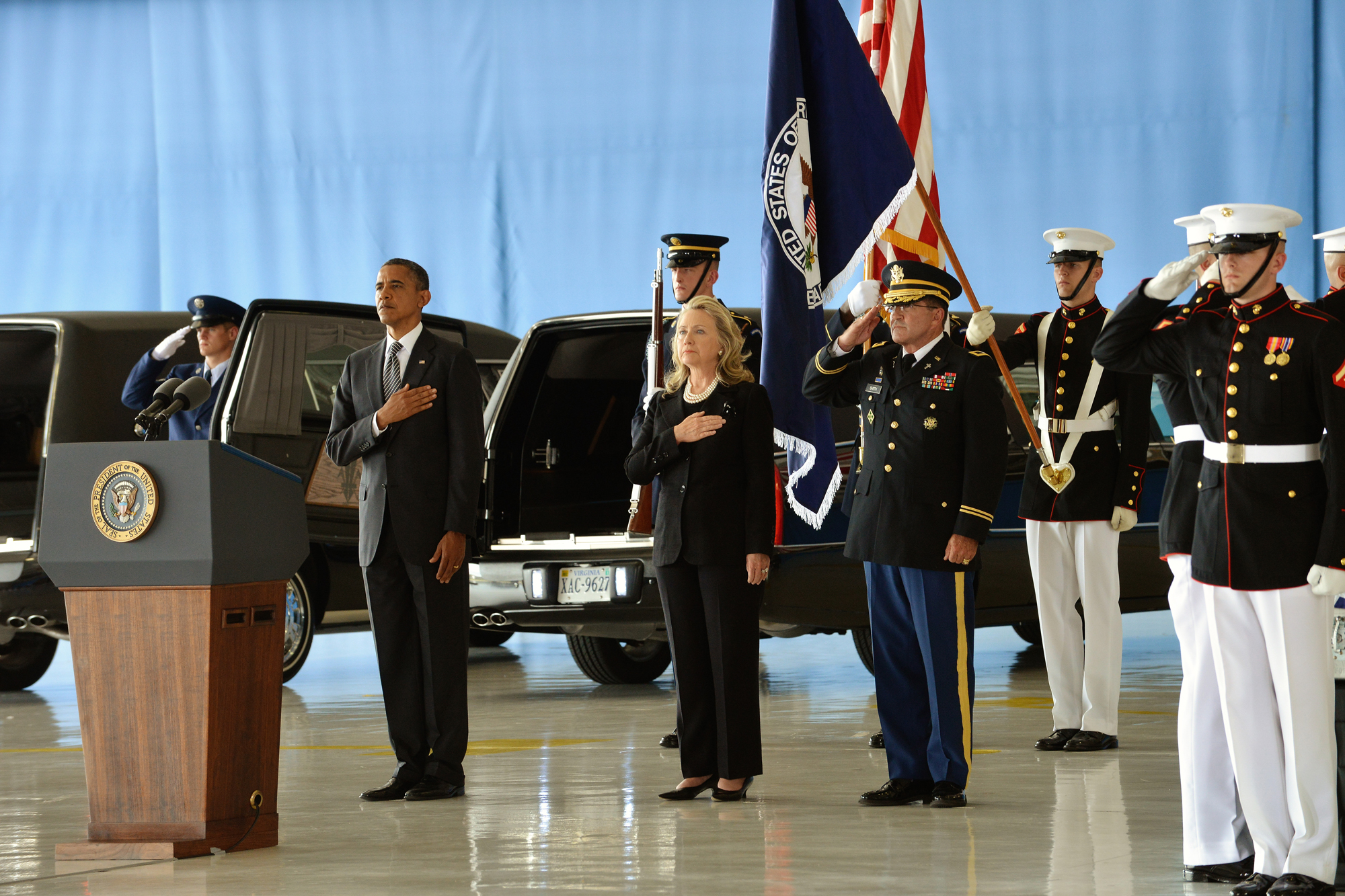
Funeral de les víctimes nord-americanes

- L'ambaixador nord-americà Christopher Stevens
- Sean Smith (especialista en tecnologies nord-americana)[7]
- Glen Doherty, un SEAL nord-americà[8]
- Tyrone Woods, de 41 anys, un SEAL nord-americà.[9]

El president dels EUA, Barack Obama, i la secretària d'Estat, Hillary Clinton, van encapçalar una solemne cerimònia a la base aèria d'Andrews, on van arribar amb avió els cossos dels morts.
Morts no confirmats
- 10 membres de l'Exèrcit Libio[6]
- 4 dels assaltants salafistes[4]

## Causes

### "La Innocència dels Musulmans"
La primera versió dels fets, és que l'atac va ser provocat per radicals islàmics en protesta per la pel·lícula "La Innocència dels Musulmans", una sàtira de Mahoma en el qual li retraten com un inepto que manté relacions sexuals i que dubta fins i tot que anés portador de la paraula d'Al·là.

### Atac planificat: 11-
Per a alguns experts l'atac va ser prèviament planejat en la data simbòlica de l'11-S per radicals musulmans lligats a Al-Qaeda, usant la manifestació sorgida per la pel·lícula "La Innocència dels Musulmans" com a tapadora.
El 15 de setembre, Al-Qaeda en la Península Aràbiga es va adjudicar la responsabilitat de l'atac, en venjança per la mort de #el seu número dos, Abu Yehia al-Libi, en una ofensiva nord-americana a Pakistan.

### Milicians gadafistes
Una tercera versió, oferta inicialment per les autoritats libies (encara que després va ser descartada) és que l'atac havia estat dut a terme per milicians lleials a l'enderrocat líder Muamar el Gadafi en venjança per la detenció d'Abdullah al Senussi, qui va anar cap del servei d'espionatge durant la dictadura del líder libi.

## Conseqüències
Com a conseqüència de l'assalt, EUA va decidir enviar 50 marines de la Flota de l'Equip de Seguretat Antiterrorista i dos vaixells de guerra a Líbia, així com evacuar el seu personal diplomàtic al país. Així mateix, es va designar al Buró Federal de Recerca (FBI) i a l'CIA la missió d'investigar l'ocorregut.
Paral·lelament, es va iniciar una operació conjunta amb les autoritats libies per trobar als culpables i es van realitzar diverses detencions.
A més, el govern libi va constituir una comissió independent per investigar l'ocorregut.
El malestar de la població libia enfront de la falta de seguretat i a l'excessiu poder a la milícies va donar lloc a una sèrie d'altercats que va acabar forçant la dissolució de diverses brigades.

## Reaccions internacionals
Estats Units

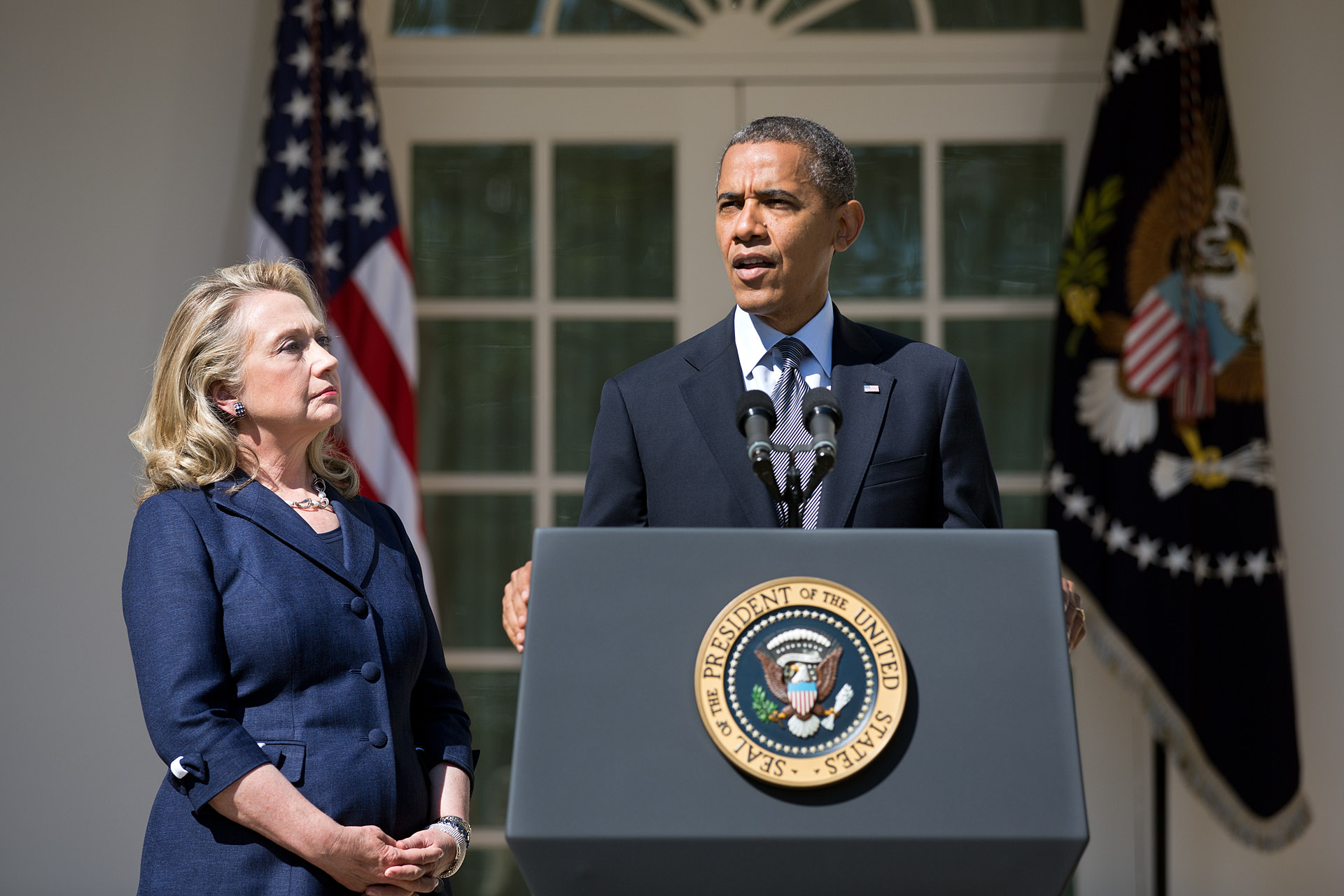
El president Obama i Hillary Clinton van donar una roda de premsa sobre els fets de Bengasi

- El president Obama va condemnar "en els termes més forts possibles" el "indignant i horrible" atac al consolat de Bengasi, i va assegurar que "EE.UU. és un país que respecta totes les creences religioses i rebutja tots els intents de denigrar les d'uns altres, però no hi ha absolutament cap justificació per a aquest tipus de violència sense sentit." Va anunciar que el seu govern treballaria "amb el Govern libio per portar davant la Justícia als assassins que van atacar els nostres diplomàtics". Sobre l'ambaixador Stevens, va dir que era un "exemple" a seguir que "va treballar sense descans per recolzar a jove democràcia (libia)"[18]
- La secretària d'Estat, Hillary Clinton, va afirmar que el grup que va atacar el consolat era "un grup petit i despietat que no representa ni al poble ni al Govern de Líbia" que va realitzar un acte "injustificat" que "hauria de commoure als pobles de qualsevol fe a tot el món" i referint-se a l'ambaixador mort, va dir que el món necessita més persones com Stevens, "un enamorat d'Orient Mitjà".[19]

  Líbia
- El primer ministre de Líbia, Mustafa Abushagur, va considerar a l'atac un acte "covard i criminal".[20]
- Desenes de libis es van manifestar a Bengasi per expressar el seu pesar per la mort de l'ambaixador i per demostrar que els radicals no representaven a tota la societat del país.[21]